# Слаттер, Кейт
Кейт Элизабет Слаттер (англ. Kate Elizabeth Slatter; род. 10 ноября 1971, Аделаида), в замужестве Аллен (англ. Allen) — австралийская гребчиха, выступавшая за сборную Австралии по академической гребле на всём протяжении 1990-х годов. Чемпионка летних Олимпийских игр в Атланте, серебряная призёрка Олимпийских игр в Сиднее, чемпионка мира, победительница и призёрка многих регат национального значения.

## Биография
Кейт Слаттер родилась 10 ноября 1971 года в городе Аделаида, штат Южная Австралия.
Заниматься академической греблей начала в 1989 году во время учёбы в Аделаидском университете. Состояла университетском гребном клубе, неоднократно принимала участие в различных студенческих регатах.
Дебютировала на взрослом международном уровне в сезоне 1991 года, когда вошла в основной состав австралийской национальной сборной и выступила на чемпионате мира в Вене, где, тем не менее, была далека от попадания в число призёров в своих дисциплинах — распашных безрульных четвёрках и рулевых восьмёрках.
Благодаря череде удачных выступлений удостоилась права защищать честь страны на летних Олимпийских играх 1992 года в Барселоне — стартовала здесь в программе безрульных четвёрок и заняла итоговое шестое место.
На мировом первенстве 1993 года в Рачице вновь была шестой в безрульных четвёрках.
В 1994 году на чемпионате мира в Индианаполисе выиграла бронзовую медаль в безрульных четвёрках и показала шестой результат в восьмёрках. Помимо этого, достаточно успешно выступила на чемпионате Содружества в Онтарио, где в тех же дисциплинах взяла серебро.
На мировом первенстве 1995 года в Тампере одержала победу в безрульных двойках, в то время как в восьмёрках сумела квалифицироваться лишь в утешительный финал B.
Находясь в числе лидеров гребной команды Австралии, благополучно прошла отбор на Олимпийские игры 1996 года в Атланте — вместе с напарницей Меган Стилл обошла всех своих соперниц в программе безрульных двоек и завоевала золотую олимпийскую медаль.
Став олимпийской чемпионкой, Слаттер осталась в составе австралийской национальной сборной на ещё один олимпийский цикл и продолжила принимать участие в крупнейших международных регатах. Так, в 1998 году она выиграла две серебряные медали на этапе Кубка мира в Хазевинкеле и выступила на чемпионате мира в Кёльне, где в восьмёрках финишировала четвёртой.
В 1999 году побывала на мировом первенстве в Сент-Катаринсе, откуда привезла награду бронзового достоинства, выигранную в зачёте распашных безрульных двоек.
В 2000 году в безрульных двойках одержала победу на этапе Кубка мира в Вене и затем отправилась представлять страну на домашних Олимпийских играх в Сиднее — на сей раз в паре с Рэйчел Тейлор в решающем финальном заезде пришла к финишу второй, пропустив вперёд только экипаж из Румынии — тем самым добавила в послужной список серебряную олимпийскую медаль.
За выдающиеся спортивные достижения была награждена медалью ордена Австралии. Член Зала славы спорта Австралии (2002).